# Saint-Ouen (Loir i Cher)
Saint-Ouen és un municipi francès, situat al departament del Loir i Cher i a la regió de Centre – Vall del Loira. L'any 2007 tenia 3.408 habitants.

## Demografia

### Població
El 2007 la població de fet de Saint-Ouen era de 3.408 persones. Hi havia 1.436 famílies, de les quals 331 eren unipersonals (138 homes vivint sols i 193 dones vivint soles), 604 parelles sense fills, 442 parelles amb fills i 59 famílies monoparentals amb fills.
La població ha evolucionat segons el següent gràfic:
Habitants censats

### Habitatges
El 2007 hi havia 1.548 habitatges, 1.451 eren l'habitatge principal de la família, 21 eren segones residències i 76 estaven desocupats. 1.434 eren cases i 62 eren apartaments. Dels 1.451 habitatges principals, 1.026 estaven ocupats pels seus propietaris, 418 estaven llogats i ocupats pels llogaters i 6 estaven cedits a títol gratuït; 42 tenien una cambra, 62 en tenien dues, 254 en tenien tres, 535 en tenien quatre i 558 en tenien cinc o més. 925 habitatges disposaven pel capbaix d'una plaça de pàrquing. A 648 habitatges hi havia un automòbil i a 688 n'hi havia dos o més.

### Piràmide de població
La piràmide de població per edats i sexe el 2009 era:
| Homes | Edats   | Dones |
| ----- | ------- | ----- |
| 0     | 95 o +  | 0     |
| 4     | 90 a 94 | 4     |
| 16    | 85 a 89 | 32    |
| 12    | 80 a 84 | 24    |
| 44    | 75 a 79 | 52    |
| 104   | 70 a 74 | 68    |
| 72    | 65 a 69 | 84    |
| 132   | 60 a 64 | 140   |
| 88    | 55 a 59 | 104   |
| 124   | 50 a 54 | 144   |
| 72    | 45 a 49 | 80    |
| 132   | 40 a 44 | 120   |
| 132   | 35 a 39 | 136   |
| 92    | 30 a 34 | 100   |
| 60    | 25 a 29 | 52    |
| 48    | 20 a 24 | 56    |
| 124   | 15 a 19 | 100   |
| 104   | 10 a 14 | 104   |
| 88    | 5 a 9   | 64    |
| 72    | 0 a 4   | 64    |

## Economia
El 2007 la població en edat de treballar era de 2.103 persones, 1.530 eren actives i 573 eren inactives. De les 1.530 persones actives 1.416 estaven ocupades (736 homes i 680 dones) i 113 estaven aturades (46 homes i 67 dones). De les 573 persones inactives 278 estaven jubilades, 157 estaven estudiant i 138 estaven classificades com a «altres inactius».

### Ingressos
El 2009 a Saint-Ouen hi havia 1.485 unitats fiscals que integraven 3.535 persones, la mediana anual d'ingressos fiscals per persona era de 19.133 €.

### Activitats econòmiques
Dels 158 establiments que hi havia el 2007, 5 eren d'empreses extractives, 1 d'una empresa alimentària, 4 d'empreses de fabricació de material elèctric, 1 d'una empresa de fabricació d'elements pel transport, 13 d'empreses de fabricació d'altres productes industrials, 30 d'empreses de construcció, 46 d'empreses de comerç i reparació d'automòbils, 5 d'empreses de transport, 7 d'empreses d'hostatgeria i restauració, 5 d'empreses d'informació i comunicació, 1 d'una empresa financera, 9 d'empreses immobiliàries, 11 d'empreses de serveis, 11 d'entitats de l'administració pública i 9 d'empreses classificades com a «altres activitats de serveis».
Dels 44 establiments de servei als particulars que hi havia el 2009, 1 era una oficina de correu, 7 tallers de reparació d'automòbils i de material agrícola, 1 taller d'inspecció tècnica de vehicles, 8 paletes, 3 guixaires pintors, 5 fusteries, 4 lampisteries, 3 electricistes, 1 empresa de construcció, 3 perruqueries, 5 restaurants, 1 agència immobiliària i 2 salons de bellesa.
Dels 10 establiments comercials que hi havia el 2009, 2 eren supermercats, 1 una gran superfície de material de bricolatge, 1 una botiga de menys de 120 m², 1 una carnisseria, 1 una peixateria, 2 botigues de roba, 1 una sabateria i 1 una botiga de material de revestiment de parets i terra.
L'any 2000 a Saint-Ouen hi havia 6 explotacions agrícoles.

## Equipaments sanitaris i escolars
L'únic equipament sanitari que hi havia el 2009 era una farmàcia.
El 2009 hi havia 1 escola maternal i 1 escola elemental.

## Poblacions més properes
El següent diagrama mostra les poblacions més properes.